# 戰國野郎
戰國野郎（戦国野郎）是一部於1963年的日本時代劇電影，由加山雄三、星由里子主演，岡本喜八導演作品。

## 主要演員
- 越智吉丹：加山雄三
- さぎり：星由里子
- 木下藤吉郎：佐藤允
- 銅子播磨：中谷一郎
- 滝姫：水野久美
- 蜂須賀小六:長谷川弘
- 有吉宗介:田崎潤
- 雀之三郎左：中丸忠雄
- 馬借之夏：江原達怡
- 馬借之松：砂塚秀夫
- 馬借之じごく：天本英世
- 馬借之陸：中山豊
- 馬借之竹：二瓶正也
- 馬借之梅：小川安三
- 鈴鹿之太郎：田島義文
- 鈴鹿之次郎：大木正司